# 圣梅达尔多尼斯
圣梅达尔多尼斯（法語：Saint-Médard-d'Aunis，法語發音：[sɛ̃ medaʁ doni(s)]，意为“欧尼斯的圣梅达尔”）是法国滨海夏朗德省的一个市镇，位于该省西北部，属于拉罗谢尔区。

## 地理
圣梅达尔多尼斯（46°9'31"N, 0°58'12"W）面积22.53 平方千米，位于法国新阿基坦大区滨海夏朗德省，该省份为法国西部滨海省份，北起旺代省，西临大西洋，南至吉倫特省，东南接多爾多涅省，东北接德塞夫勒省接壤，东临夏朗德省。
与圣梅达尔多尼斯接壤的市镇（或旧市镇、城区）包括：克拉韦特、蒙鲁瓦、圣克里斯托夫、圣苏勒、韦里讷。
圣梅达尔多尼斯的时区为UTC+01:00、UTC+02:00（夏令时）。

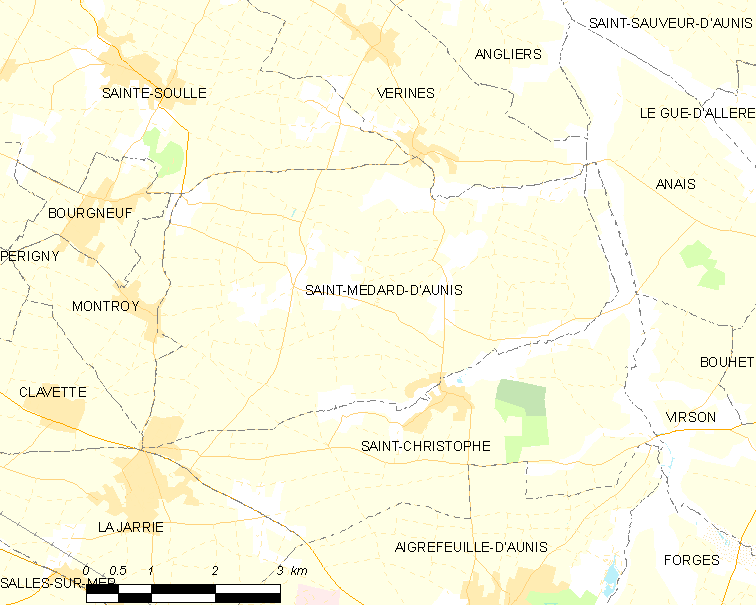
圣梅达尔多尼斯的OSM定位图

## 行政
圣梅达尔多尼斯的邮政编码为17220，INSEE市镇编码为17373。

## 政治
圣梅达尔多尼斯所属的省级选区为拉雅里县。

## 人口

1962-2008年间圣梅达尔多尼斯人口变化图示

圣梅达尔多尼斯于2022年1月1日时的人口数量为2367人。